# Susanna Rowson
Susanna Rowson, née Haswell (1762-1824), est une romancière, poétesse, dramaturge, actrice et enseignante anglo-américaine.
Elle est l'auteur de Charlotte Temple - le premier best-seller américain, qui demeura le roman le plus populaire aux États-Unis jusqu'à la publication de La Case de l'Oncle Tom de Harriet Beecher Stowe en 1852. Le livre resta l'un des plus lus et des plus connus dans ce pays tout au long du XIXe siècle, et il a longtemps occupé une grande place dans la culture littéraire du peuple américain jusqu'au début du XXe siècle.

## Œuvres
De ses œuvres, seule Charlotte Temple a été traduit en français, 220 ans après sa publication originale.

### Prose
- Victoria (1786)
- The Inquisitor (1788)
- Mary, or, The Test of Honour (1789)
- Charlotte: a Tale of Truth (1790; renommé Charlotte Temple après la troisième édition américaine en 1797)
- Mentoria (1791)
- Rebecca, or, The Fille de Chambre (1792)
- Trials of the Human Heart (1795)
- Reuben and Rachel (1798)
- Sarah (1813)
- Charlotte's Daughter, or, The Three Orphans (suite de Charlotte's Temple, posthume, publié en 1828 ; autre titre : Lucy Temple)

### Théâtre
- Slaves of Algiers; or, A Struggle for Freedom (1794)
- The Female Patriot (1795)
- The Volunteers (1795)
- Americans in England (1796; renommé Columbian Daughters for 1800 production)
- The American Tar (1796)
- Hearts of Oak (1811)

### Poésies
- Poems of Various Subjects (1788)
- A Trip to Parnassus (1788)
- The Standard of Liberty (1795)
- Miscellaneous Poems (1811)

### Divers
- An Abridgement of Universal Geography (1805)
- A Spelling Dictionary (1807)
- A Present for Young Ladies (1811)
- Youth's first Step in Geography (1811)
- Biblical Dialogues Between a Father and His Family (1822)
- Exercises in History, Chronology, and Biography, in Question and Answer (1822)

## Traduction
- Charlotte Temple, José Corti Editions, 2010  (ISBN 9782714310323)